# Esquema de desvio de verbas no BNDES

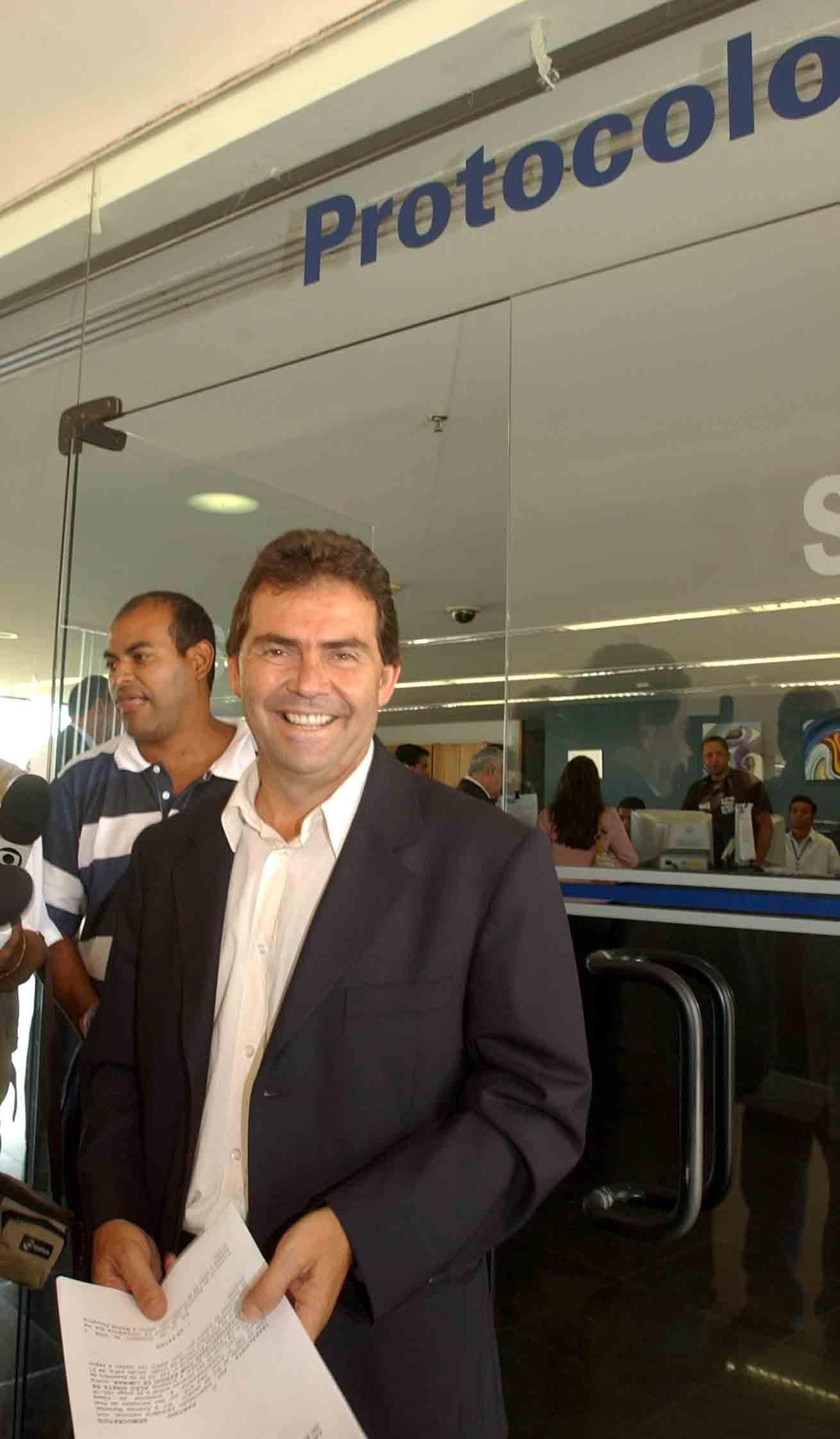
Em 10 de janeiro de 2005, o presidente da Força Sindical, Paulo Pereira da Silva (Paulinho), protocolou ação direta de inconstitucionalidade contra o aumento da contribuição das Empresas Prestadoras de serviços, no STF. Foto:José Cruz/ABr

O Esquema de desvio de verbas no BNDES foi um escândalo político brasileiro iniciado em abril de 2008. O motivo do escândalo é a liberação de recursos para prefeituras junto ao Banco Nacional de Desenvolvimento Econômico e Social (BNDES).

## Operação Santa Teresa
A Operação Santa Teresa da Polícia Federal foi deflagrada para desmontar um esquema de corrupção envolvendo a liberação de recursos do BNDES que pode ter beneficiando em torno de 200 prefeituras, entre eles, Praia Grande.

## Investigados
- Presos na Operação Santa Teresa:[3]

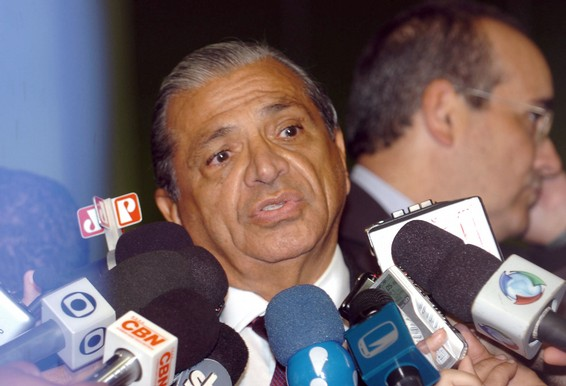
Em 27 de maio de 2008, o deputado Inocêncio de Oliveira (PR/PE), corregedor-geral da Câmara, em entrevista sobre o parecer que apresentou a Mesa Diretora pela cassação do mandato do deputado Paulo Pereira da Silva (PDT/SP)

  - Ricardo Tosto de Oliveira Carvalho, advogado, indicado pela Força Sindical para o conselho do BNDES
  - João Pedro de Moura, amigo do deputado Paulinho
- Não indiciados no inquérito da PF:
  - Deputado Paulo Pereira da Silva (Paulinho)
- Outros acusados:
  - Marcos Mantovani, dono da empresa Progus